# Brooten
Brooten é uma cidade localizada no estado americano de Minnesota, no Condado de Pope e Condado de Stearns.

## Demografia
Segundo o censo americano de 2000, a sua população era de 649 habitantes. 
Em 2006, foi estimada uma população de 616, um decréscimo de 33 (-5.1%).

## Geografia
De acordo com o United States Census Bureau a cidade tem uma área de 
3,8 km², dos quais 3,8 km² estão cobertos por terra e 0,0 km² cobertos por água.

## Localidades na vizinhança
O diagrama seguinte representa as localidades num raio de 24 km ao redor de Brooten. 